# Versailles
Ovo je članak o gradu Versaillesu. Za palaču u Versaillesu, pogledajte Versajska palača. Za ostala značenja, pogledajte Versailles (razdvojba).
Versailles [vɛʀˈsɑːj] je francuski grad (općina) u departmanu Yvelines. Grad je predgrađe Pariza, a prije je služio kao de facto glavni grad Francuskog kraljevstva. Širom svijeta grad je poznat po Versajskoj palači koja je bila kraljevski dvor.

## Etimologija
Ime Versaillesa vjerojatno dolazi od latinske riječi versare, okrenuti. Izraz se izvorno koristio od 11. stoljeća za površine koje se obrađuju.
Za vrijeme Francuske revolucije grad je preimenovan u Berceau-de-la-Liberté. tj. „kolijevka slobode”.

## Povijest
1083. u povelji opatije Saint-Pair iz Chartresa spominje se stanoviti Hugues de Versailles što je prvi spomen imena. Sve do 1678. kada Luj XIV. odlučuje prebaciti dvor i vladu u Versailles, ovo je bilo malo selo okruženo šumama. Dolaskom kralja i njegovog dvora 6. svibnja 1682. ovo malo mjesto ubrzano se razvija, te za kraja vladavine Luja XIV. ima oko 30  000 stanovnika. Grad se nastavlja razvijati i za vrijeme njegovih nasljednika, te do revolucije ima oko 50 000 stanovnika.
Važnost grada počinje opadati odlaskom vlasti iz njega. Ovo opadanje prestaje nakon 1871. godine, kada je uspostavom Pariške komune vlast premještena u Versailles, kojeg je napustila tek 1879. godine.
Kasnije Versailles se razvija kao provincijski grad, s važnom turističkom ulogom. Postaje ponovno slavan potpisivanjem Versajskih ugovora koncem Prvog svjetskog rata.
Danas je rastom pariških predgrađa, Versailles, koji je doživio veliki gospodarski i demografski razvoj, uključen u parišku aglomerizaciju. Uloga grada kao upravnog i pravnog središta pojačana je 1960-ih i 1970-ih, kad je grad postao središte zapadnih predgrađa Pariza.

## Zemljopis
Općina Versailles nalazi se 19 km jugozapadno od Pariza. Iako je prefektura departmana Yvelines, ne nalazi se u njegovu središtu, neko blizu granice s departmanom Hauts-de-Seine.
Granične općine su prema sjeveru Rocquencourt i Le Chesnay, prema zapadu Bailly i Saint-Cyr-l'École, prema jugu Guyancourt, Buc i Jouy-en-Josas, prema istoku Vélizy-Villacoublay, Viroflay, te prema sjeveroistoku, tri općine u departmanu Hauts-de-Seine : Vaucresson, Marnes-la-Coquette i Ville-d'Avray. Općinsko područje nalazi se na vapnenačkom močvarnom platou koje se nalazi na 100 do 150 metara nadmorske visine, te koje graniči na jugu s dolinom rijeke Bièvre, dok se na jugozapadu i sjeveroistoku nalaze brda, a na zapadu se produžuje na versajsku nizinu. Ovo područje je odvodnjeno s dva potoka, ru de Marivel na istoku koji se u Sèvresu spaja u Seineu i ru de Gally koji se u Beynes spaja u rijeku Mauldre. Tok ovih rječica je izmijenjen zbog urbanizacije, tok potoka ru de Gally je skraćen za vrijeme gradnje palače i kopanja kanala (Grand Canal).
Urbanistički dio Versaillesa sastoji se od šest glavnih četvrti:
- četvrt Chantiers, s istoimenim kolodvorom.
- četvrt Saint-Louis, u blizini palače, u kojoj se nalazi povijesna zona s katedralom Saint-Louis, loptalištem itd.
- četvrt Notre-Dame, simetrična četvrti Saint-louis, gdje se nalazi crkva Notre-Dame i trgovačka ulica.
- stambene četvrti Montreuil, Porchefontaine i Clagny-Glatigny.
- povijesna četvrt Montbauron, čije se ime danas praktički ne koristi.

Važne su i četvrti Jussieu Petits-Bois, Picardie i Satory.

## Uprava
Versailles je sjedište prefekture Yvelinesa, potprefekture Versaillesa i tri kantona. Versailles je označen kao prefektura departmana Seine-et-Oise stvaranjem departmana u ožujku 1790. Nakon reforme u siječnju 1968. koja je dovela do raspada departmana Seine-et-Oise, grad je postao glavno mjesto novog departmana Yvelines koji čini oko 40% površine starog departmana. Od 2002. godine, Versailles je središnje mjesto zajednice općina Grand Parc, koja je nazvana po velikom parku Luja XIV. U ovoj zajednici živi oko 150 000 stanovnika Yvelinesa, a od 2003. pridružena je i općina Bièvres iz departmana Essonne.
Od 1792. godine, Versailles je sjedište jedne od trideset akademija, tj. upravne jedinice ministarstva obrazovanja, a pokriva zapadno područje starog departmana Seine-et-Oise, tj. Essonne, Hauts-de-Seine, Yvelines i Val-d'Oise.
1975. godine, Versailles je postao sjedište prizivnog suda čija se ovlaštenja prostiru na područje deparmana Eure-et-Loir, Hauts-de-Seine, Val-d'Oise i Yvelines.
Versailles je sjedište i dijeceze Katoličke Crkve koja je stvorena 1790., te je pod upravom pariške nadbiskupije.
Iako je Pariz uvijek ostao službeni glavni grad Francuske, Versailles je nekoliko puta bio sjedište središnje vlasti, te time zapravo glavni grad države:
- od svibnja 1682., kada je Luj XIV. odlučio premjestiti dvor i vladu iz Pariza u Versailles, pa sve do rujna 1715. (smrt Luja XIV.), kada je regent Filip Orleanski odlučio premjestiti se u Pariz,
- od lipnja 1722., kada je kralj Luj XV. premjestio dvor u Versailles, pa do listopada 1789. kada je narod prisilio kralja Luja XVI. na povratak u Pariz.
- od 20. ožujka 1871., kada su vlada Treće Republike i parlament pobjegli u Versailles, bježeći od ustanka Pariške komune, do studenog 1879., kada je izborom Julesa Grévya na mjesto predsjednika vraćena vlada i parlament u Pariz.

Versailles je također vrlo važan garnizonski grad još od razdoblja monarhije. U vojnim i obrambenim organima zaposleno je oko 7000 civila i vojnika, većinom visokoobrazovanih i smještenih u četvrt Satory.

### Općinska vlast
Općinsko vijeće sastoji se od 53 vijećnika.
| Razdoblje     | Osoba                | Stranka |
| ------------- | -------------------- | ------- |
| Od 1995.      | Étienne Pinte        | UMP     |
| 1977. – 1994. | André Damien         | UDF     |
| 1947. – 1976. | André Mignot         |         |
| 1944. – 1946. | Émile Labeyrie       | PCF     |
| 1935. – 1944. | Gaston Henry-Haye    |         |
| 1925. – 1935. | Yves Le Coz          |         |
| 1919. – 1925. | Henri Saint-Mleux    |         |
| 1913. – 1919. | Henri Frédéric Simon |         |
| 1888. – 1913. | Édouard Levebvre     |         |
| 1879. – 1987. | Hippolyte Deroisin   |         |
| ...           |                      |         |
| 1837. – 1847. | Ovide Remilly        |         |
| 1831. – 1836. | Louis Haussmann      |         |
| ...           |                      |         |
| 1790. – 1790. | Hyacinthe Richaud    |         |
| 1789.         | Jean-François Coste  |         |

## Stanovništvo
1999. godine, 87.9% stanovništva u Versaillesu činilo je stanovništvo rođeno u Kontinentalnoj Francuskoj, 0.9% stanovništva rođeno je u prekomorskim područjima Francuske, a 4.2% su francuski državljani koji su rođeni izvan Francuske. Imigranti čine ostatak stanovništva.
Razvoj stanovništva (izvor INSEE / EHESS - wikipedijina grafička izvedba)

## Gospodarstvo
Gospodarstvo Versaillesa obilježavaju tri glavne aktivnosti ili sektora:
- turizam, koji je većinom vezan za palaču koju godišnje posjeti oko tri milijuna ljudi,
- upravne i trgovačke funkcije, većinom vezane za status grada koji je sjedište departmana i raznih administrativnih institucija,
- aktivnosti vezane uz obranu, većinom se odvijaju u četvrti Satory.

Versailles je sjedište Trgovačke i industrijske komore Versailles-Val-d'Oise-Yvelines (Chambre de commerce et d'industrie de Versailles-Val-d'Oise-Yvelines), kao i Regionalne trgovačke i industrijske komore Pariz – Île de France (Chambre régionale de commerce et d'industrie Paris – Île de France).

## Obrazovanje
- Université de Versailles Saint-Quentin en Yvelines

## Kultura

### Poznate osobe
- Luj XIV. (1638. – 1715.), rođen u Saint-Germain-en-Layeu, kralj Francuske od 1661. do 1715.
- Luj XV. (1710. – 1774.), rođen u Versaillesu, kralj Francuske od 1715. do 1774.
- Luj XVI. (1754. – 1793.), rođen u Versaillesu, kralj Francuske od 1774. do 1791., te kralj Francuza od 1791. do 1792.
- Luj XVII. (1785. – 1795.)
- Luj XVIII. (1755. – 1824.), rođen u Versaillesu, kralj Francuske od travnja 1814. do ožujka 1815. i od 1815. do 1824.
- Karlo X. (1757. – 1836.), rođen u Versaillesu, kralj Francuske od 1824. do 1830.
- Jean-Antoine Houdon, rođen u Versaillesu 1744., skulptor
- Louis-Alexandre Berthier (1753. – 1815.), francuski maršal i načelnik generalštaba u doba Napoleona
- Agathe de Rambaud (1764. – 1853.) rođena u Versaillesu
- general Lazare Hoche (1768. – 1797.)
- general Gaspard Gourgaud (1783. – 1852.)
- François Achille Bazaine (1811. – 1864.), rođen u Versaillesu, maršal Napoleona III.
- Ferdinand de Lesseps, rođen u Versaillesu 1805.
- kardinal Pierre Gerlier (1880. – 1965.), nadbiskup Lyona (1937. – 1965.).
- Denis Podalydès, rođen u Versaillesu 1963., scenarist, glumac, i režiser
- Michel Gondry, rođen u Versaillesu 1963., režiser i glazbenik
- Jean-Benoît Dunckel, rođen u Versaillesu 1969., glazbenik
- Nicolas Anelka, rođen u Versaillesu 1979., nogometaš
- Fuzati, rođen u Versaillesu 1981., raper

### Spomenici
- Versajska palača

Palača je bila sjedište dvora francuskih kraljeva za vrijeme Luja XIV., Luja XV. i Luja XVI. U njoj je Engleska priznala nezavisnost SAD-a (1783.), ovdje se dogodilo ujedinjenje Drugog Reicha (1871.), te je ovdje potpisan Versajski ugovor (1919.) u galeriji ogledala. Palača se još uvijek koristi za izmjene francuskog ustava.
- Grand Trianon
- Petit Trianon
- Hameau
- loptalište
- muzej kočija
- katedrala Saint Louis
- crkva Notre-Dame
- crkva Saint-Symphorien
- Bruxella 1238
- gimnazija Hoche
- kolodvor Versailles - Rive Gauche
- kazalište Montansier

## Sport

### Biciklizam
Versailles je 16 puta bio grad u etapi Tour de Francea između 1958. i 1989. Te zadnje godine u zadnjoj etapi između Pariza i Versaillesa, postao je poznat po porazu Laurenta Fignona kojeg je pobijedio Greg LeMond za osam sekundi nakon 3 000 km utrke.

### Veslanje
Cercle Nautique je jedna od najstarijih sportskih društva u gradu. Udruga "Cercle Nautique de Versailles" stvorena je 1908. godine, a većina njenih aktivnosti odvijaju se na Grand Canalu Versajske palače. Cilj udruge je razvijanje veslanja u svim oblicima, te udruga redovito organizira nacionalna i međunarodna natjecanja u veslanju.

### Ragbi
Ovaj sport započinu učenici gimnazije Hoche koji stvaraju udrugu Association Athlétique du Lycée Hoche. I nakon više od jednog stoljeća ovaj sport je još popularan u Versaillesu, a igra se u mnogim školama te u ragbijaškom klubu Versailles.

### Jahanje
U gradu bostoji jahački klub "Club Hippique de Versailles" s oko 1 000 članova, a star više od pola stoljeća i svake godine organizira nacionalno jahačko natjecanje, te regionalna i departmanska natjecanja. U gradu se nalazi jahačka akademija Bartabas koja se nalazi u velikoj staji (Grande Écurie) palače.

## Zbratimljeni gradovi
Nara (Japan)
 Puškin (Rusija)
 Canberra (Australija)

## Vanjske poveznice
- Službena stranica grada
- Interner stranica turističkog ureda u Versaillesu  Arhivirana inačica izvorne stranice od 19. svibnja 2006. (Wayback Machine)
- Versailles na stranici IGN-a  Arhivirana inačica izvorne stranice od 11. ožujka 2007. (Wayback Machine)
- Versailles na stranici  Arhivirana inačica izvorne stranice od 11. ožujka 2007. (Wayback Machine) INSEE-a
- Pogled iz zraka na općinu Versailles  Arhivirana inačica izvorne stranice od 14. ožujka 2007. (Wayback Machine)
- Položaj Versaillesa na Google Mapsu
- Kategorija Versailles na dmoz-u

|  | Portal Francuske – Pristup člancima s tematikom o Francuskoj. |